# آلن لاولیس
آلن لاولیس (انگلیسی: Alan M. Lovelace؛ ۴ سپتامبر ۱۹۲۹ – ۱۸ آوریل ۲۰۱۸) از ۲ ژوئیه ۱۹۷۶ تا ۱۰ ژوئیه ۱۹۸۱، معاون ناسا بود. وی دو بار، اول در زمان ریاست جمهوری جیمی کارتر از ۲ مه تا ۲۰ ژوئن ۱۹۷۷ و پس از بازنشستگی جیمز فلچر، و سپس در دوران ریاست جمهوری رونالد ریگان از ۲۱ ژانویه تا ۱۰ ژوئیه ۱۹۸۱ و تا زمان تأیید نامزد پیشنهادی ریگان، جیمز مونتگومری بگز، توسط کنگره آمریکا، ریاست ناسا را بر عهده داشت.
لاولیس در سن پترزبورگ، فلوریدا به دنیا آمد. وی در سال ۱۹۵۱ از دانشگاه فلوریدا واقع در گینزویل در رشته شیمی، مدرک خود را گرفت و در سال ۱۹۵۲، به مقام استادی در رشته شیمی آلی رسید و پی‌اچ‌دی خود را در سال ۱۹۵۴ و در رشته شیمی آلی گرفت.
لاولیس در ۱۸ آوریل ۲۰۱۸ و در یک مرکز مراقبت از توان‌یابان واقع در ملبورن، فلوریدا درگذشت.